# Jak vycvičit draka 3
Jak vycvičit draka 3 (anglicky How to Train Your Dragon 3: The Hidden World) je americký animovaný film, který je pokračováním příběhu o Vikingovi Škyťákovi, o jeho drakovi Bezzubkovi a o jejich partě kamarádů a draků. Navazuje na úspěšné předchozí díly trilogie, Jak vycvičit draka z roku 2010 a Jak vycvičit draka 2 z roku 2014.
Třetí díl byl ohlášen už v prosinci 2010, kdy tehdejší CEO společnosti DreamWorks Animation Jeffrey Katzenberg oznámil, že série Jak vycvičit draka bude obsahovat minimálně tři filmy. Premiéra byla nejdříve naplánována na 18. června 2016, později však byla přesunuta na 9. června 2017. Kvůli restrukturalizaci společnosti DreamWorks, která započala v lednu 2015, byla premiéra opět přesunuta, tentokrát na 29. června 2018. V červnu 2016 byla premiéra už (potřetí) přesunuta, tentokrát na původní premiéru pokračování Lego příběhu, konkrétně 18. května 2018. Na konci roku 2016 bylo datum premiéry opět změněno na 21. února 2019, toto datum platí až do dnešního dne.

## Zajímavosti
Stejně jako LEGO příběh má i tato série naplánováno pokračovaní v roce 2019.
Jediná série studia DreamWorks Animation, která má každý díl distribuován pod jinou společností (Paramount Pictures, 20th Century Fox, Universal Studios).
První film distribuovaný pod záštitou studia Universal, poté co skupina NBC zaplatila v roce 2016 za Dreamworks 3,8 miliardy dolarů.